# Cuil
Cuil (se pronuncia cool) fue un motor de búsqueda de internet lanzado el 28 de julio de 2008.Su objetivo era proveer al usuario de un resultado más extenso comparado con el de otros buscadores.
La empresa declaraba tener un índice tres veces mayor que el de Google y diez veces mayor que el de Microsoft, con 124,426,951,803 páginas web. Sin embargo, a diferencia de Google, la política de privacidad de Cuil afirmaba que no almacenaba los registros de actividad de los usuarios ni sus direcciones IP.
Sus fundadores, Anna Patterson, Russell Power y Louis Monier, eran exempleados de Google, mientras que Tom Patterson había trabajado para IBM. Por estar gestionado y desarrollado en su mayoría por exempleados de Google, se dice que se habrían copiado algunos de sus métodos.

## El lanzamiento
El lanzamiento de Cuil recibió gran cobertura mediática, entre las críticas se menciona el tiempo de respuesta del sitio, los resultados irrelevantes o erróneos y en al menos un caso la aparición de imágenes pornográficas junto con los resultados.
A pesar de los posibles problemas presentados con los resultados en las búsquedas. Net Applications reportó que durante los tres últimos días de julio, Cuil superó a Google y Yahoo en cuanto a la cantidad de tiempo que duraron los usuarios en los sitios referidos por el motor de búsqueda. Siendo esta una medición de la relevancia de los resultados ofrecidos.